# Kamień runiczny z Galteland

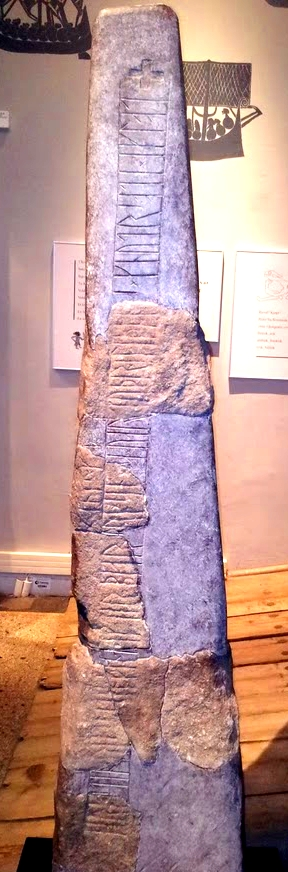
Zachowane fragmenty kamienia z Galteland wraz ze zrekonstruowanymi fragmentami, Muzeum historyczne w Oslo

Kamień runiczny z Galteland (N 184) – kamień runiczny z początku XI wieku, pochodzący z Evje w gminie Evje og Hornnes w południowej Norwegii. Jego nazwa nawiązuje do ogrodu Galteland, w którym przez pewien czas się znajdował. Upamiętnia wyprawę króla duńskiego Kanuta Wielkiego do Anglii w latach 1015–1016. Znajduje się na nim także jedno z pierwszych na terenie Norwegii odwołań do wiary chrześcijańskiej.
Zabytek został po raz pierwszy opisany w połowie XVII wieku przez biskupa Thomasa Wagnera. Przypuszczalnie wieńczył wówczas kopiec grobowy. Na początku XIX wieku kamień został zniszczony, potłuczono go na cele budowlane. Do dziś przetrwało jedynie 7 jego odłamków, zawierających uszkodzone fragmenty inskrypcji, przechowywanych obecnie w Muzeum historycznym w Oslo. Oryginalny tekst wyrytego na nim napisu odtwarzany jest na podstawie dawnych rycin zabytku.
Kamień miał oryginalnie około 1 m wysokości. Wyryto na nim, w fuþarku młodszym, dwie sąsiadujące ze sobą inskrypcje runiczne o treści:
arn×[stin] × risti × stin × þi[na] × iftir × bior × [s]un × sin × [sa × uar] tuþr × i liþi × þ[(o)s × knutr soti × iklot +] ¶ × in is ko[þ]
co znaczy: „Arnstein wzniósł ten kamień dla Bjóra, swego syna. Zginął on w drużynie, gdy Knud zajmował Anglię” oraz „Bóg jest jeden”.